# Joachim Du Bellay
Joachim du Bellay född 1522 i Liré, död 1 januari 1560 i Paris, var en fransk författare.
du Bellay ingick i gruppen Plejaden, som försökte återuppliva antikens diktkonst i Frankrike. Hans skrev Défence et illustration de la langue françoise (1549) som utgör gruppens manifest. Han är också känd för sina sonetter, bl.a. i diktsamlingen Les regrets (1558).